# Nicholas Theodore Miniati
Nicholas Theodore Miniati (griechisch Νικολάος Θεόδωρος Μηνιάτης Nikolaos Theodoros Miniatis; * Juni 1860 in Salford; † 1943 in Bolton) war ein britisch-griechischer Schachmeister.
Miniati wurde als Sohn griechischer Eltern in der britischen Stadt Salford geboren. Mit 21 Jahren erlernte er das Schachspiel. Er galt ab Mitte der 1880er Jahre als einer der besten Schachmeister Manchesters und gewann mehrmals die Meisterschaft des Manchester Club. Über mehrere Jahre redigierte er die Schachspalte der Manchester Weekly Times. In den Jahren 1892 und 1893 gab er die Schachzeitung The Chess Review heraus. Miniati komponierte auch einige Schachaufgaben.
In die Schachgeschichte ging Miniati ein als Wettkampfgegner des späteren Weltmeisters Emanuel Lasker, dem er 1890 in Manchester mit 1:4 (+ 0, = 2, − 3) unterlag. Er wurde im Hauptturnier von Amsterdam 1889 Dritter, beim Britischen Nationalturnier in London 1890 errang er den fünften Preis. 
Ab Mitte der 1890er Jahre sind von Miniati keine Schachaktivitäten in der Schachliteratur mehr verzeichnet. Er starb 1943 in Bolton.